# Robert Page Arnot
Robert "Robin" Page Arnot (ur. 15 grudnia 1890 w Greenock, zm. 1986) – brytyjski polityk komunistyczny i pisarz.
R. Page Arnot kształcił się na uniwersytecie w Glasgow. W 1916 został skazany na dwa lata więzienia jako obdżektor za odmowę służby wojskowej.
Arnot był jednym z członków założycieli Communist Party of Great Britain. W 1928 został wybrany jako przedstawiciel na  VI Światowy Kongres Międzynarodówki Komunistycznej który odbył się w Moskwie.
W 1937 napisał "A Short History of the Russian Revolution: from 1905 to the present day". W latach 1949/79 opublikował jedno z ważniejszych swoich dzieł "The Miners".

## Wybrane dzieła
- A Short History of the Russian Revolution from 1905 to the Present Day, 1937.
- The Miners: A History of the Miners Federation of Great Britain (1889-1910), 1949.
- The Miners in Crisis and War, 1961
- South Wales Miners, Glowyr de Cymru: A History of the South Wales Miners' Federation (1914–1926), 1975.
- The Miners: One Union, One Industry: A History of the National Union of Mineworkers (1939-46), 1979.